# Quienha
Quienha, também grafada como Kienha, é uma vila e comuna angolana que se localiza na província de Cuanza Sul, pertencente ao município de Mussende.